# Sister Ray
Sister Ray is een nummer van de Amerikaanse experimentele rockgroep The Velvet Underground. Het is het laatste nummer van het album White light/White heat uit 1968. Het nummer wordt door AllMusic beschreven als "het meest legendarische lied in de gehele catalogus van The Velvet Underground en, goed mogelijk, in de geschiedenis van rock".

## Beschrijving
In juli 1966 speelde de groep (minus Lou Reed, die in het ziekenhuis lag met hepatitis) tijdens een repetitie een jamsessie waaruit een compositie ontstond, die aanvankelijk Searchin' werd genoemd. Bij live-optredens ging hier af en toe de prelude Sweet Sister Ray aan vooraf, die wel veertig minuten kon duren. De tekst werd geschreven door Lou Reed op de heen- en terugweg van een optreden en behandelt een groep dragqueens die enkele matrozen mee naar huis nemen, heroïne inspuiten en een orgie houden. Uit het niets wordt een matroos doodgeschoten, waarop de politie arriveert.
De opname van Sister Ray op White Light/White Heat is een grotendeels geïmproviseerde jamsessie gebaseerd op drie akkoorden (G-F-C) en is met een lengte van ruim zeventien minuten het langste nummer van de groep. De groepsleden besloten dat het nummer in één keer moest worden opgenomen. In een wedstrijd om hun groepsgenoten te overstemmen werden alle instrumenten op het maximale volume bespeeld, resulterend in een vroeg voorbeeld van noiserock, al beschreef Reed het nummer zelf als heavy metal. Geluidsingenieur Gary Kellgren weigerde de opname uit te zitten en verliet de studio halverwege. Omdat het nummer niet door de producenten werd beluisterd werd het ook niet gecensureerd.

## Bezetting
- Lou Reed - zang, gitaar
- John Cale - orgel
- Sterling Morrison - gitaar
- Maureen Tucker - percussie